# ريمي سيرجيو
ريمي سيرجيو (1 ديسمبر 1987 بمارسيليا في فرنسا - ) (بالفرنسية: Rémi Sergio)‏ هو لاعب كرة قدم فرنسي في مركز الوسط. لعب مع أولمبيك مارسيليا ونادي تروا ونادي رويال شارلروا ونادي مارتيغ ونيم أولمبيك وFC Aurillac Arpajon Cantal Auvergne ‏ وAthlético Marseille ‏.

## وصلات خارجية
- ريمي سيرجيو على موقع قاعدة بيانات كرة القدم.إي يو (الإنجليزية)
- ريمي سيرجيو على موقع ليكيب (الفرنسية)
- ريمي سيرجيو على موقع Soccerway.com (الإنجليزية)